# B. R. Ambedkar
Bhimrao Ramji Ambedkar (डॉ.भीमराव रामजी आंबेडकर, conosciuto anche come Babasaheb) (Mhow Cantonment, 14 aprile 1891 – Delhi, 6 dicembre 1956) è stato un politico, filosofo, giurista, attivista buddista, pensatore, antropologo, storico, oratore, scrittore prolifico, economista, studioso, editore, rivoluzionario e revivalist per il buddismo indiano.
È definito anche "padre della Costituzione Indiana", perché fu presidente del comitato di redazione della carta costituzionale che disciplina l'Unione indiana.
Superando ostacoli sia sociali che economici, Ambedkar divenne uno dei primi Dalit in India a raggiungere un'istruzione superiore. Avendo infine conquistato una laurea in legge e vari dottorati in legge, economia e scienze politiche, sia alla Columbia University che alla London School of Economics, Ambedkar si guadagnò una buona reputazione come studioso e giurista,  che poi sfruttò nelle sue campagne stampa per la promozione dei diritti politici e libertà sociali per coloro che allora venivano chiamati "intoccabili".

## Biografia

### La formazione
Nato in una famiglia Mahar (considerata quindi appartenente alla casta Dalit), era l'ultimo di quattordici tra fratelli e sorelle. Ambedkar proveniva da una famiglia di tradizione militare, prima nell'esercito privato della Compagnia delle Indie poi nell'esercito dell'India Britannica. Nel 1894, col pensionamento del padre dall'esercito e la morte della madre, la famiglia si trasferì a Satara e in breve solo cinque tra fratelli e sorelle sopravvissero. Grazie alle istituzioni militari, Ambedkar poté studiare e fu il solo della sua famiglia a superare gli esami, giungendo a iscriversi in un istituto superiore, dove il suo insegnante gli mutò il cognome nei registri scolastici dall'originario Ambavadekar in Ambedkar.

Nel 1898 Ambedkar si trasferì quindi a Bombay, divenendo studente al Government High School. Nel 1907 si iscrisse alla University of Bombay e divenne il primo studente universitario fuoricasta di tutta l'India, presentandosi con una biografia del Buddha col docente Krishnaji Arjun Keluskar. Ricevette una borsa di studio, 25 rupie mensili, da parte di Sayaji Rao Gaekwad III, mahārāja di Baroda. Si sposò con un matrimonio imposto, secondo costume hindu, con Ramabai, di nove anni.

Laureatosi in economia e scienze politiche nel 1912, divenne padre di Yashwant ma, nel 1913, rimase orfano anche di padre.

Nel 1913, con una borsa di studio di 11,5 sterline mensili, si iscrisse a un triennio di dottorato alla Columbia University di New York. Presentatosi con la tesi Ancient Indian Commerce, completò gli studi di economia nel 1916 con la tesi National Dividend of India-A Historic and Analytical Study. Nello stesso anno si trasferì a Londra dove si iscrisse ai corsi di diritto al Gray's Inn e ai corsi di economia alla London School of Economics and Political Science.

Nel 1917, con la fine della borsa di studio, fu costretto a tornare in India, ma i suoi libri - inviati su un battello a vapore - andarono perduti con l'affondamento del battello a opera di un sottomarino tedesco.

Nel 1920 a Bombay iniziò la pubblicazione della rivista Mooknayak, critica del sistema sociale castale hindu. A Kolhapur, dopo un suo discorso contro la discriminazione di casta, Shahu V, il mahārāja locale, lo definì il "futuro leader nazionale" e, dopo aver pranzato con Ambedkar - lasciando la società ortodossa completamente scioccata - gli garantì un aiuto economico per proseguire gli studi interrotti a Londra. Con le lauree conseguite nel 1922 iniziò la sua pratica forense, vincendo cause celebri in difesa di non-bramini contro bramini.

### La Costituzione Indiana
In seguito al conseguimento dell'Indipendenza, il 15 agosto 1947, il nuovo governo indiano invitò Ambedkar ad assumere l'incarico di ministro di giustizia, ruolo che accettò. Il 29 agosto Ambedkar fu nominato dall'assemblea parlamentare Presidente del Comitato per la stesura della Costituzione. Ambedkar, sebbene abbia seguito modelli occidentali per la stesura della costituzione, aveva anche studiato estesamente le pratiche buddiste del Sangha e le regole di gestione democratica tradizionali, che includevano le votazioni, le regole di precedenza e di ordine dei dibattiti e l'impiego di comitati e ordini del giorno. Il Sangha a sua volta si era basato sulle regole delle antiche repubbliche tribali indiane, quali quelle dei Shakya e dei Lichchavi.
Granville Austin descrisse la Costituzione indiana scritta da Ambedkar come "un documento principalmente sociale".
Il testo garantiva costituzionalmente protezione per un ampio spettro di libertà civili sia individuali, come la libertà religiosa, sia nei confronti dei gruppi sociali, con l'abolizione dell'"intoccabilità" e di tutte le forme di discriminazione. Ambedkar riuscì a far accettare all'Assemblea Parlamentare il nuovo sistema di riserve per le cariche pubbliche, per i posti di lavoro statali, per le scuole e per le università, a favore degli appartenenti alle scheduled castes and tribes. Questo sistema, affine al sistema statunitense dell'affirmative action, lo precedette di oltre un decennio. 

La costituzione fu formalmente adottata il 6 novembre 1949 dall'Assemblea Parlamentare costituente.

Ambedkar spinse per dare alle donne ampi diritti sociali ed economici. Ma la sua proposta di legge, la Hindu Code Bill, che avrebbe garantito diritti eguali alle donne nelle leggi sull'eredità, matrimonio e patrimonio, sebbene sostenuta dal primo ministro Nehru, incontrò le critiche di gran parte del Parlamento e fu bloccata. In seguito a questa opposizione Ambedkar si dimise da ministro nel 1951.

Nel 1952 Ambedkar fu sconfitto alle elezioni per un posto nella Camera Bassa del Parlamento, la Lok Sabha. Nel marzo 1952 fu nominato membro della Camera Alta, Rajya Sabha, posizione che occupò fino alla sua morte.

### La conversione al Buddismo
Studiando antropologia, Ambedkar scoprì che i Mahar, di cui era membro per origini familiari, erano in origine di religione Buddista. Avendo rifiutato di abbandonare le pratiche buddiste, i Mahar furono estromessi dai villaggi del Maharashtra e infine trasformati in "fuoricasta". Su questo argomento scrisse un saggio intitolato Who were the Shudras? 

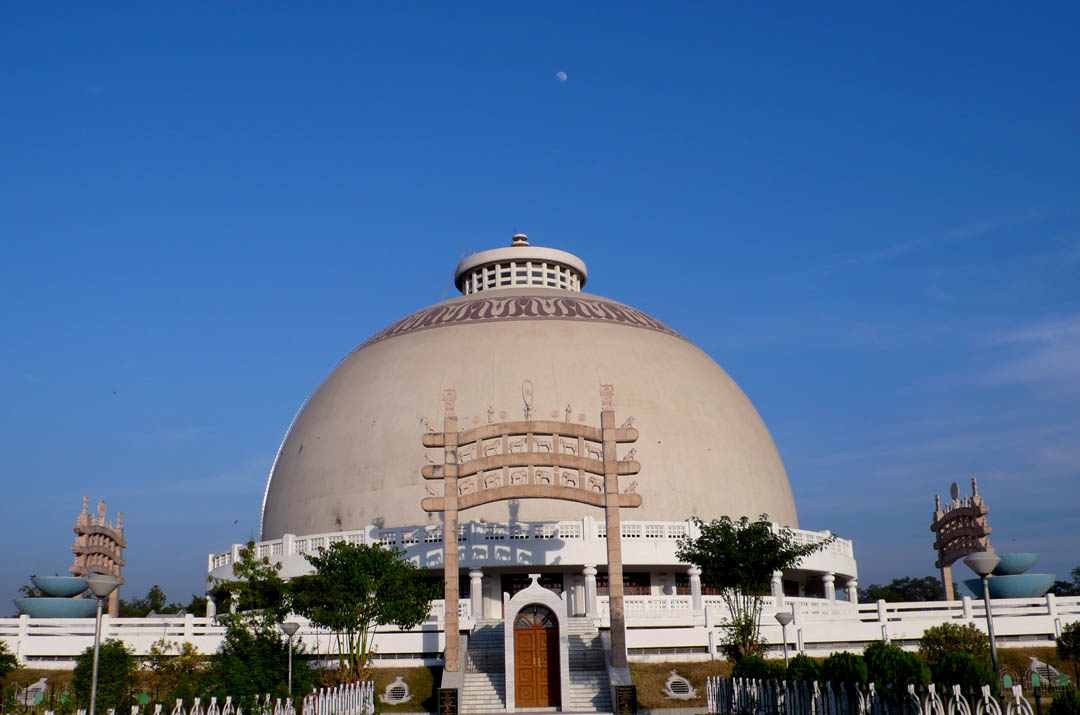
Dikshabhumi, lo Stupa eretto nel luogo in cui Ambedkar abbracciò il Buddismo

Ambedkar studiò Buddismo per tutta la sua vita, ma solo attorno agli anni cinquanta si dedicò esclusivamente a questo tema, con viaggi nello Sri Lanka (allora Ceylon) in cui frequentò sia studiosi di buddismo che monaci. Durante la consacrazione di un nuovo vihara nei pressi di Pune, Ambedkar annunciò che avrebbe scritto un libro sul Buddismo e avrebbe quindi fatto una conversione formale pubblica al Buddismo stesso. Nel 1954 Ambedkar visitò due volte la Birmania: il secondo viaggio fu in occasione della terza conferenza della World Fellowship of Buddhists a Rangoon durante il Vesak, in occasione del 2 500° anniversario dell'illuminazione del Buddha. In quella occasione ebbe modo di conoscere Lokanātha Thera, monaco di spicco e uno dei grandi organizzatori dell'evento, di origini italiane. Nel 1955, fondò la Bharatiya Bauddha Mahasabha, la Buddhist Society of India.
Dopo vari incontri con il monaco Sri Lankese Hammalawa Saddhatissa, Ambedkar organizzò una cerimonia pubblica formale per la sua conversione e di quanti lo sostenevano. Nel 1956 completò la sua ultima opera The Buddha and His Dhamma che fu pubblicata postuma nello stesso anno. Fu quindi organizzata la cerimonia a Nagpur il 14 ottobre 1956. Sia Ambedkar che i circa 500 000 convenuti celebrarono la tradizionale presa di rifugio nei Tre Gioielli e nei cinque precetti di fronte a un bhikkhu. In questo modo Ambedkar e i presenti divennero buddisti a tutti gli effetti. Ambedkar prescrisse inoltre, per sé e i convertiti, un'ulteriore lista di 22 Voti. Quindi si diresse a Kathmandu nel Nepal per partecipare alla quarta World Buddhist Conference. Meno di due mesi dopo, Ambedkar morì a Nuova Delhi.
I suoi ultimi lavori, The Buddha or Karl Marx e Revolution and counter-revolution in ancient India, a causa della sua scomparsa rimasero incompiuti.

## Fama successiva
Ambedkar passò tutta la sua vita a lottare contro le discriminazioni sociali, e in particolare contro il sistema Chaturvarna — la quadripartizione storica della società Hindu in quattro Varna — e contro il sistema castale nella sua applicazione reale.
Dopo che si fu convertito al Buddismo, per mezzo della sua opera e predicazione centinaia di migliaia di fuoricasta indiani si convertirono al Buddismo Theravāda. Ad Ambedkar fu assegnato, postumo nel 1990, il premio Bharat Ratna, la più alta onorificenza indiana.
Sebbene non lo abbia mai personalmente affermato, viene da molti buddisti indiani considerato un Bodhisattva.